# Monia Ben Mechlia
Monia Ben Mechlia, née le 19 mars 1992 à Jemmal, est une joueuse tunisienne de basket-ball évoluant au poste d'arrière.

## Carrière
Elle termine deuxième du championnat d'Afrique des 18 ans et moins en 2008 et quinzième du championnat du monde des moins de 19 ans en 2009.
Elle participe avec l'équipe de Tunisie à deux éditions du championnat d'Afrique, terminant onzième en 2017 et douzième en 2019.
Elle évolue en club à l'Espoir sportif du Cap Bon.